# Saint-Marcel (Eure)
Saint-Marcel és un municipi francès situat al departament de l'Eure i a la regió de Normandia. L'any 2007 tenia 4.969 habitants.

## Demografia

### Població
El 2007 la població de fet de Saint-Marcel era de 4.969 persones. Hi havia 1.952 famílies de les quals 572 eren unipersonals (224 homes vivint sols i 348 dones vivint soles), 540 parelles sense fills, 612 parelles amb fills i 228 famílies monoparentals amb fills.
La població ha evolucionat segons el següent gràfic:
Habitants censats

### Habitatges
El 2007 hi havia 2.089 habitatges, 1.981 eren l'habitatge principal de la família, 22 eren segones residències i 86 estaven desocupats. 1.373 eren cases i 644 eren apartaments. Dels 1.981 habitatges principals, 1.228 estaven ocupats pels seus propietaris, 712 estaven llogats i ocupats pels llogaters i 41 estaven cedits a títol gratuït; 95 tenien una cambra, 157 en tenien dues, 369 en tenien tres, 607 en tenien quatre i 754 en tenien cinc o més. 1.357 habitatges disposaven pel capbaix d'una plaça de pàrquing. A 973 habitatges hi havia un automòbil i a 782 n'hi havia dos o més.

## Economia
El 2007 la població en edat de treballar era de 3.205 persones, 2.319 eren actives i 886 eren inactives. De les 2.319 persones actives 2.129 estaven ocupades (1.158 homes i 971 dones) i 190 estaven aturades (83 homes i 107 dones). De les 886 persones inactives 291 estaven jubilades, 306 estaven estudiant i 289 estaven classificades com a «altres inactius».

### Ingressos
El 2009 a Saint-Marcel hi havia 1.917 unitats fiscals que integraven 4.755,5 persones, la mediana anual d'ingressos fiscals per persona era de 20.118 €.

### Activitats econòmiques
Dels 333 establiments que hi havia el 2007, 3 eren d'empreses extractives, 2 d'empreses alimentàries, 6 d'empreses de fabricació de material elèctric, 1 d'una empresa de fabricació d'elements pel transport, 23 d'empreses de fabricació d'altres productes industrials, 57 d'empreses de construcció, 91 d'empreses de comerç i reparació d'automòbils, 13 d'empreses de transport, 17 d'empreses d'hostatgeria i restauració, 10 d'empreses d'informació i comunicació, 11 d'empreses financeres, 11 d'empreses immobiliàries, 35 d'empreses de serveis, 33 d'entitats de l'administració pública i 20 d'empreses classificades com a «altres activitats de serveis».
Dels 83 establiments de servei als particulars que hi havia el 2009, 1 era una gendarmeria, 1 oficina de correu, 3 oficines bancàries, 13 tallers de reparació d'automòbils i de material agrícola, 1 taller d'inspecció tècnica de vehicles, 2 autoescoles, 10 paletes, 7 guixaires pintors, 7 fusteries, 14 lampisteries, 3 electricistes, 4 empreses de construcció, 6 perruqueries, 5 restaurants, 3 agències immobiliàries i 3 tintoreries.
Dels 26 establiments comercials que hi havia el 2009, 1 era, 1 un supermercat, 2 botiges de menys de 120 m², 2 fleques, 7 botigues de roba, 1 una botiga de roba, 3 sabateries, 1 una sabateria, 4 botigues de mobles, 1 un drogueria i 3 floristeries.
L'any 2000 a Saint-Marcel hi havia 10 explotacions agrícoles que ocupaven un total de 220 hectàrees.

## Equipaments sanitaris i escolars
El 2009 hi havia 2 farmàcies i 1 ambulància.
El 2009 hi havia 1 escola maternal i 1 escola elemental. Saint-Marcel disposava d'un col·legi d'educació secundària amb 571 alumnes.
Saint-Marcel disposava d'un centre de formació no universitària superior de formació tècnica.